# Canena
Canena is een gemeente in de Spaanse provincie Jaén in de regio Andalusië met een oppervlakte van 14 km². In 2001 telde Canena 2097 inwoners.